# Jean-Baptiste-René Robinet
Jean-Baptiste-René Robinet (* 23. Juni 1735 in Rennes; † 24. März 1820 ebenda; häufig auch zitiert als Jean-Baptiste Robinet oder René Robinet) war ein französischer Naturphilosoph und Enzyklopädist.

## Leben und Wirken
Robinet wurde in Rennes als Sohn eines Druckers am dortigen Parlement geboren. Er besuchte eine von jesuiten geleitete Schule und stand dem Orden in dieser Zeit sehr nahe. Wahrscheinlich war dem Orden auch beigetreten. Nach dem Verlassen des Ordens ging er zunächst nach Paris und im Jahre 1760 nach Amsterdam, wo er im März bzw. April jenes Jahres seine Frau Gesina Regtering heiratete. Neben der Übersetzung der Werke von David Hume etwa den Essais de morale (1760) und mehreren weiteren englische Schriftsteller, darunter Frances Sheridan (1724–1766), John Langhorne (1735–1779) und James Kenneth Ridley (1736–1765) war er für eine Reihe von Zeitschriften, Wörterbüchern tätig.
Robinet wurde bekannt als früher Wegbereiter der Evolutionstheorie und als einer derjenigen, der das Encyclopédie-Projekt von Denis Diderot weiterführten.
Robinet war zunächst Jesuit, verließ jedoch den Orden bald wieder. Im Jahr 1778 wurde er königlicher Zensor, censeur royal in Paris. Er postulierte eine universale Evolution von monadenartigen Urbildern hin zu komplexen Organismen. Das höchst entwickelte Glied dieser Evolution ist der Mensch.
Der Zweck aller Naturentwicklung nach Robinet ist der Mensch selbst. Es muss eine Kraft angenommen werden, die all diese Entwicklung in der Welt verursacht. Diese Kraft äußert sich vor allem in den organischen Keimen, die die Welt aufbauen. Das Universum muss als durchgängig und allgemein belebt begriffen werden. Robinet lehnte es aber ab, der schöpferischen lebendigen Kraft des Universums eine Persönlichkeit zuzuschreiben, da das Unendliche nicht durch Beilegen endlicher Eigenschaften – auch nicht der aller höchsten – bezeichnet werden kann. Damit ist die aller Evolution zugrunde liegende Ursache schlichtweg nicht erkennbar.

## Werke (Auswahl)
- De la nature
  - 1. Auflage, Amsterdam 1761
  - 2. Auflage, Amsterdam 1763
  - 3. Auflage, Amsterdam 1766
- Considérations philosophiques de la gradation naturelle, Paris 1768, Amsterdam 1769
- Les vertus, réflexions morales en vers, Rennes 1814
- Parallèle de la condition et des facultès de l'homme, avec celles des autres animeaux, trad. de l'anglais, Bouillon 1769